# بی‌ای سیتی‌فلایر
بی‌ای سیتی‌فلایر (به انگلیسی: BA CityFlyer) یک شرکت هواپیمایی با کد یاتا CJ است که در تاریخ ۲۵ مارس ۲۰۰۷ میلادی تأسیس شده است.
دفتر مرکزی بی‌ای سیتی‌فلایر در منچستر، انگلستان، بریتانیا واقع شده‌است و به ۲۶ مقصد، پرواز مستقیم انجام می‌دهد.